# 王劍鑽石
王劍鑽石（英語：Excalibur Almaz），是一家私人航天公司。